# Typhochrestus brucei
Espèce
Typhochrestus brucei est une espèce d'araignées aranéomorphes de la famille des Linyphiidae.

## Distribution
Cette espèce est endémique de Suède.

## Publication originale
- Tullgren, 1955 : Zur Kenntnis schwedischer Erigoniden. Arkiv för Zoologi, vol. 7, p. 295-389.